# Жанаозен
Жанаозе́н (каз. Jañaözen, Жаңаөзен) — місто, центр Жанаозенської міської адміністрації Мангистауської області Казахстану.

## Історія
Утворене 1968 року і називалось спочатку і до 1992 року Новий Узень, з 1992 року в Казахстані вживається виключно казахська назва — Жанаозен, слідом за цим змінилася назва й на російських картах, хоча як такого перейменування міста не було.

### Протести в 2011 році
Акція протесту нафтовиків, розпочата 16 грудня 2011 року, переросла у масові заворушення, внаслідок яких у місті було спалено мерію, готель та будівлю газової компанії, мародери почали грабувати магазини і банки, а поліція втратила контроль над містом. Прокуратура повідомила про загибель 10-х осіб. Були також поранені, зокрема, і серед правоохоронців. За неофіційними джерелами, загинуло щонайменше 70 людей. На вулиці введено бронетехніку. За словами Генпрокурора країни, два десятки молодиків влаштували заворушення під час святкових заходів на честь Дня незалежності Казахстану, напали на поліціянтів, підпалили їхнє авто, перекинули новорічну ялинку і зруйнували сцену. Після цього почалися сутички з поліцією. Між тим, на центральній площі Жанаозена з літа 2011 р. тривають протести нафтовиків. Напередодні цих кривавих подій у протестувальників з'явилася інформація про можливий розгін акції через святкування Дня незалежності. Попри сутички нафтовики не розходилися з головної площі, крім того, до них хотіли долучитися інші нафтовики, невдоволені зарплатою та умовами праці. 17 грудня 2011 року влада Казахстану оголосила про придушення заворушень у місті. Затримано близько 70 підозрюваних у причетності до погромів.

### Протести в 2022 році
2 січня 2022 року у місті розпочалися протести. Приводом до цього став ріст ціни на газ. Згодом протести перекинулися на інші міста, в тому числі до Алмати.
4 січня 2022 року президент Казахстану Токаєв оголосив про введення надзвичайного стану. Станом на 7 січня, після введення російських військ, повстання придушене.

## Населення
Населення — 72425 осіб (2021; 91332 у 2009, 48871 у 1999, 48339 у 1989).
| Національність | Чисельність на початок 2021 року (територія в складі міської адміністрації) | Частка % |
| -------------- | --------------------------------------------------------------------------- | -------- |
| Казахи         | 154 297                                                                     | 98,71    |
| Росіяни        | 975                                                                         | 0,62     |
| Каракалпаки    | 332                                                                         | 0,21     |
| Узбеки         | 234                                                                         | 0,15     |
| Лезгини        | 73                                                                          | 0,05     |
| Татари         | 62                                                                          | 0,04     |
| Киргизи        | 49                                                                          | 0,03     |
| Корейці        | 46                                                                          | 0,03     |
| Інші           | 241                                                                         | 0,15     |
| ВСЬОГО:        | 156 309                                                                     | 100,00   |

## Господарство
Відстань від Актау до Жанаозена — 150 км. В районі міста ведеться видобуток нафти і газу. Газопереробний завод. У місті перебувало кілька виправно-трудових установ, де відбували покарання злочинці з ряду регіонів Казахстану. Однією з головних визначних пам'яток міста за радянський час був фонтан, прикрашений скульптурою хлопчика з дельфіном.